# Mémorial de la ferme de Richemont
Le mémorial de la ferme de Richemont est un monument dédié aux martyrs de la Résistance du Sud-Ouest, morts pendant la Seconde Guerre mondiale, situé sur le territoire de la commune de Saucats (Gironde).

## Localisation
Le Monument aux martyrs de la Résistance du Sud-Ouest dit mémorial de la ferme de Richemont est situé sur la route départementale D651 à environ 4 km au sud-ouest du bourg de Saucats dans le département français de la Gironde, en France. À partir de la D651 on suit, pendant 2 km, la D111E3, qui dessert exclusivement le monument.

## Le monument
L’érection du monument découle d'un événement tragique. En juin 1944, un groupe de FFI (Forces françaises de l'intérieur), formé de jeunes gens entre 17 et 23 ans, se replie dans une ferme abandonnée au lieu-dit de Richemont, près de Saucats en Gironde. Ils sont attaqués le 14 juillet par les membres de la Gestapo Allemande et la Milice française. La ferme est détruite et presque tous les maquisards sont tués.

En 1946, il est décidé d'ériger un monument du souvenir dédié, au-delà même des jeunes gens de Saucats, à tous les résistants du Sud-Ouest. Les travaux commencent en 1948 et le monument est inauguré sur les ruines de la ferme de Richemont en 1953.
Il s'agit d'un obélisque de 35 m de hauteur, dont chaque face est décorée d'une sculpture, d'une hauteur de près de huit mètres chacune, symbolisant : la Foi, le Courage, le Sacrifice et la Victoire. 
La ferme est figurée par quelques pierres, originaires de la ferme, en moellons jointés et blanchis formant un muret, un linteau de porte basse et ses deux montants sur lesquels des inscriptions rappellent les événements tragiques :
- sur la face extérieure de la porte, on lit :
  - à gauche : « Le 14 juillet 1944 en ce lieu-même dans la ferme de Richemont où ils avaient constitué une école de cadres au service de la Résistance française, 13 jeunes hommes appartenant à l'élite intellectuelle de la nation »
  - à droite : « tombent sous les balles ennemies après 3 heures d'un combat héroïque et inégal. C'est pour rappeler leur sacrifice et celui de tous ceux qui sont tombés pour la même cause que ce mémorial a été élevé ».
- sur l'autre face, sont inscrits les noms des jeunes victimes :

- Lucien Anère,
- Jean-Pierre Bouron,
- Jean-Claude Bruneau,
- Guy Célérier,
- Daniel Dietlin,
- Jacques Glotz,
- Christian Huault,
- Roger Hurteau,
- François Mossé,
- Michel Picon,
- Jacques Rouin,
- Roger Sabaté,
- André Taillefer.

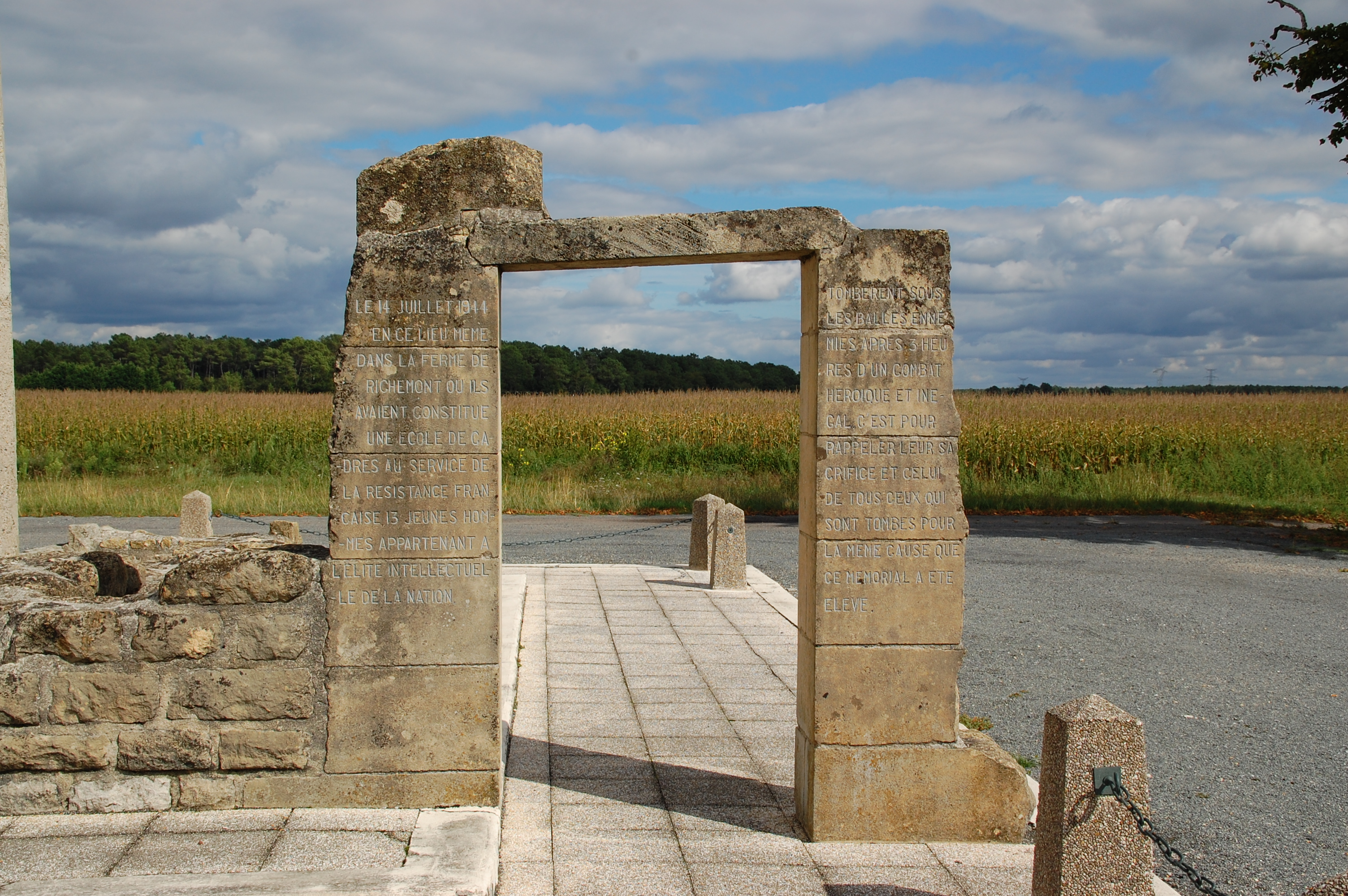
face ouest (extérieure)
face est (intérieure)

L'obélisque du mémorial a été érigé pour être vu de loin. On l'a appelé le Signal parce qu'il annonce et rappelle la détermination des hommes à perpétuer un idéal auquel ils veulent toujours croire. La première sculpture, lorsqu'on se rapproche du monument orne la face Nord. Elle représente la Victoire. Chacune des sculptures, disposées sur les trois autres faces de l'obélisque, symbolise : l'une la Foi inébranlable dans l'esprit des héros, une autre le Courage qui ne se démentait pas malgré la pression des évènements, la dernière étant le Sacrifice suprême.
Le monument est inscrit à l'inventaire supplémentaire des Monuments Historiques le 22 avril 2005.

Les quatre sculptures monumentales
Courage (ouest)
Foi (sud)
Sacrifice (est)
Victoire (nord)

### Historique de la création du monument
Lorsque le 20 avril 1945 un émouvant hommage fut rendu aux martyrs de la Résistance, dans le hall de la faculté des lettres de Bordeaux, puis le 21 à la cathédrale Saint-André de Bordeaux, l'idée se fit jour d'ériger un monument sur les ruines de la ferme de Richemont. Un « comité du Mémorial » fut créé, réunissant les personnalités de la région et les représentants de divers mouvements de résistants et présidé par le proviseur du lycée Michel-Montaigne de Bordeaux, décida ainsi de perpétuer le souvenir de tous ceux qui moururent au combat ou dans les prisons et d'en faire le symbole de la Résistance dans le Sud-Ouest.
Un concours a été ouvert aux artistes, peintres, sculpteurs, architectes, dessinateurs. Les projets ont été remis le 10 février 1946 et les résultats proclamés le 1er juillet. Le choix du comité s'est porté sur le projet présenté par André Méry-Riboulet.
L'idée directrice du projet était :
- Matérialiser l'esprit de la Résistance par un obélisque jaillissant, comme une flamme porteuse d'espoir, du lieu même où sont morts les jeunes gens.
- Conserver quelques vestiges émouvants de la ferme (un pan de mur et une porte).
- Expliciter l'esprit de la Résistance par quatre hauts-reliefs (Foi, Courage, Sacrifice, Victoire) sculptés à la base de la colonne.
- Recourir au béton brut, un matériau à la fois contemporain, d'apparence sobre et austère, pour ne pas distraire le regard.

L'idée fut appuyée par l'allocution  de Maurice Schumann du 16 juillet 1946, à la radio.
En 1948, le ministère de l'Intérieur donne son accord pour que soit érigé un monument sur le lieu des combats. La législation de l'époque, n'autorisant la construction que d'un seul monument commémoratif par région, donne un caractère officiel à cette création. Le Mémorial de Saucats devient ainsi le Mémorial de la Résistance du Sud-Ouest.
- Il a fallu deux ans pour rassembler les fonds à l'aide de subventions et d'une souscription publique.
- La réalisation, dirigée par André Méry-Riboulet, fut confiée à l'entreprise Eugène Pichon de Bordeaux et est enfin commencée en 1948.

Les travaux ont débuté par la construction d'une route, large de 12 m et longue de 2 km, tracée au milieu des pins, pour atteindre le futur édifice à partir de la route départementale la plus proche.
En mai 1948 les fondations qui devaient soutenir l'obélisque de 35 m, « le signal », étaient achevées.
La réalisation des quatre sculptures était confiée à Armande Marty, sculptrice bordelaise. Les maquettes des sculptures sont faites en 1948.
En 1949, la première statue, haute de 7,85 m et symbolisant la Victoire, était mise en place.
Les subventions étant dépensées, il fut alors fait appel à la générosité publique et à celle des entreprises locales dont un grand nombre participa à la construction.
L'obélisque a été terminé en 1953, avec l'utilisation d'une partie des pierres de la ferme restées sur place .

### L'inauguration du monument
Le 6 juin 1953, date anniversaire du débarquement allié en Normandie, le monument était inauguré, par Jacques Chaban-Delmas, maire de Bordeaux ; M. André Lahilonne, préfet de la Gironde (1951-1957) ; M. Lagoueyte, maire de Saucats et de nombreuses personnalités civiles, militaires et religieuses, ainsi que le recteur de l'académie et le proviseur du lycée Michel-Montaigne et d'une foule considérable, estimée à 5 000 personnes.

## Historique du massacre

### Les maquisards
La formation du groupe : Jean Dietlin, faisait déjà depuis longtemps de la résistance. Au printemps de 1944 il entra en relation avec François Mossé, nouvellement venu dans la région. Tous deux commencent à organiser le groupe. Pour son travail de renseignements, Jean employait certains élèves de la Corniche d'Amade du Lycée Michel-Montagne. Jean et François recrutent parmi les camarades de Jean qui préparait le concours d'entrée de Saint-Cyr (les Cyrards) et parmi ceux de son frère Daniel, qui préparait le concours d'entrée de l'École nationale de la France d'outre-mer (les Colos). Le recrutement se faisait aussi à Bordeaux parmi certains jeunes enrôlés dans l'organisation Todt.
Le groupe au complet, commandé par François Mossé est :  

Lucien Anère ; 

Philippe Béguerie ; 

Jean-Pierre Bouron ; 

? Bourdon ; 

Jean-Claude Bruneau ; 

Guy Celérier ; 

Henri Chanrion ; 

Daniel Dietlin ; 

Jacques Glotz ; 

Marcel Hostein ; 

Christian Huault ; 

Roger Hurteau ; 

Michel Picon ;  

Ricou ; 

Jacques Rouin ; 

Roger Sabaté ; 

André Taillefer ;

Pierre Viot.

En plus, il y avait trois soldats marocains : 
Milliani ben Meki ; 
Abda Allah 
et le sergent Driss ben Milou, prisonniers de guerre évadés.

Et enfin, un membre resté anonyme : Ernest.
La liaison avec la Résistance à Bordeaux se faisait par l'intermédiaire de Jean Dietlin, frère de Daniel Dietlin.
Le maquis de Saucats, qui était un maquis de l'O.R.A. (Organisation de résistance de l'Armée), était composé de vingt-quatre jeunes gens, entre 17 et 23 ans. Leur mission consistait, dans un premier temps, à faire du renseignement. Par la suite, après le débarquement et un entraînement, ils devaient fixer les Allemands en faisant sauter des ponts ferroviaires sur la Garonne à Cérons, pour retarder leur progression vers le front de Normandie. Les messages donnant le signal de livraison d'armes pour le sabotage : « La panthère est enrhumée », puis « Le coucou chante en mai » passa à la T.S.F. le 16 juillet...
L'avion vint dans la nuit du 16/17 juillet pour effectuer le parachutage promis, mais ne largua rien puisque personne n'était là pour répondre aux signaux.

### Avant le 14 juillet 1944
Synthèse du récit de Philippe Béguerie, rescapé du massacre :

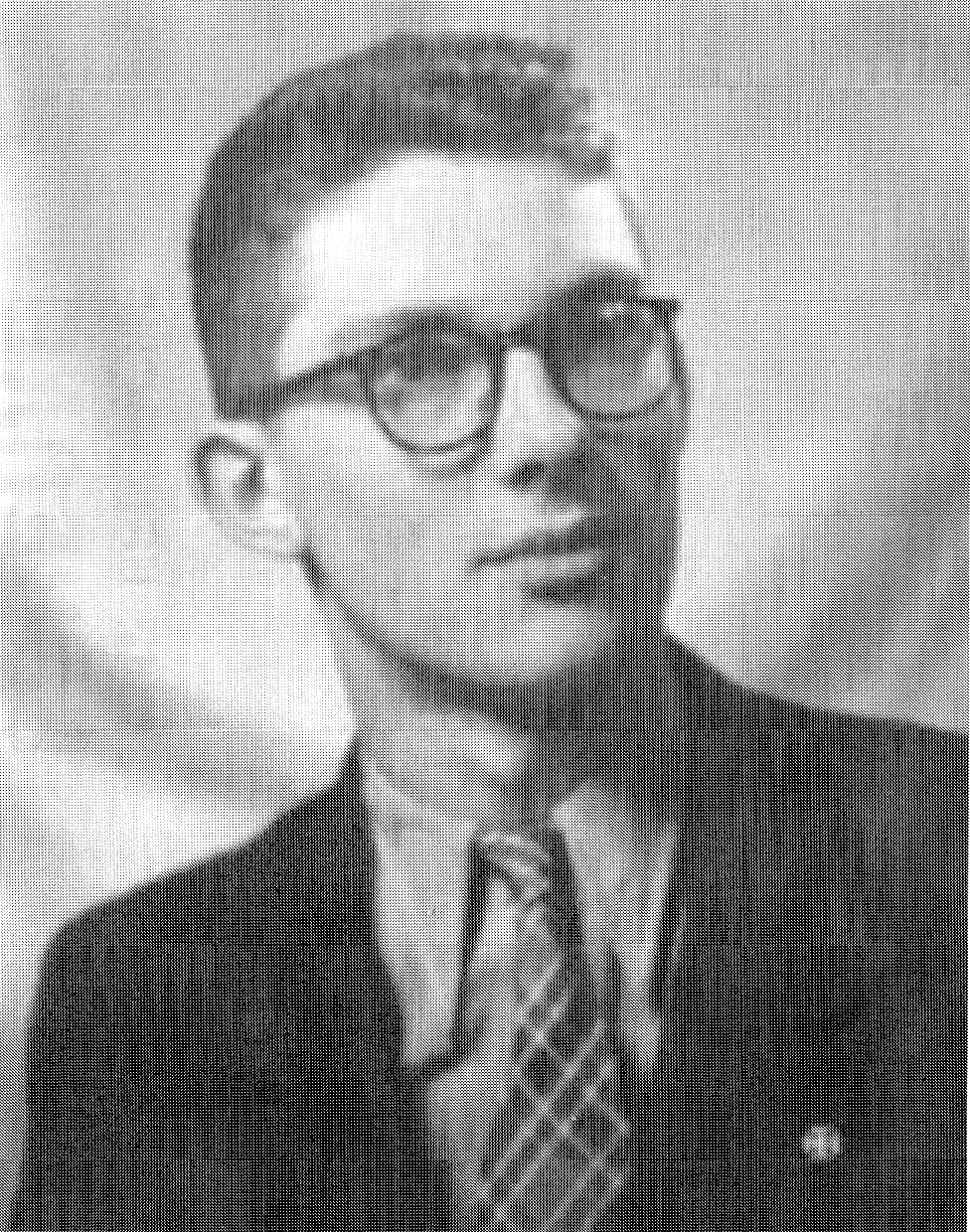
Philippe Béguerie

- Le 16 juin les membres du futur maquis quittent Bordeaux par petits groupes pour se rejoindre à Saint-Magne, dans une maison du lieu-dit de Douence. Le 18 juin ils déménagent vers une clairière dans la forêt landaise, à quelques kilomètres, où ils avaient l'intention de construire des cabanes. Le 23 juin, après quelques jours de travail, ils sont informés qu'ils sont repérés et sont obligés de déménager hâtivement vers une cabane de berger.
- Finalement, le 28 juin ils se replient sur la ferme de Richemont, très isolée dans la forêt, à deux kilomètres de la route de Saucats - Saint-Magne. La ferme comprenait cinq pièces, dont deux chambres au sud du bâtiment. Ces deux chambres étaient séparées par un mur sans porte de communication avec le reste de la maison. (Ce détail fut crucial lors de l'attaque du 14 juillet, car la seule sortie pour les occupants était face à l'ennemi.)
- Pendant quinze jours le groupe fait des entraînements militaires ; des repérages pour leurs actions de sabotage sur les voies ferroviaires pendant le mois de juillet. Ils sont inspectés par le 'commandant Perrin' (le général Jouhaud après la guerre), chef de la région bordelaise de l’Organisation de résistance de l'Armée (O.R.A.), qui les juge opérationnels.

Le soir du 13 juillet le groupe présent à la ferme était réduit à quinze :
- Jean-Pierre Bouron était en permission à Bordeaux ; il devait revenir le lendemain matin ;
- Bâton et Abda étaient en tournée de repérage des ponts ferroviaires vers Langon ;
- Toto faisait la liaison avec la Résistance de Bordeaux ;
- Ernest est parti l'après-midi avec l'intention de chercher une voiture de l'organisation Todt du côté de Soulac ;
- Gateux était en tournée de ravitaillement, il devait être de retour le 16 juillet ;
- Marcel Hostein est parti pour Bordeaux le soir-même.

Ce dernier a apparemment commis des imprudences dans un café de Bordeaux et il est arrêté par des miliciens de l'équipe du 2e service de Lucien Déhan. Il n'a pas résisté très longtemps à l’interrogatoire. Dehan se rend aussitôt auprès du chef du SD (Sicherheitspolizei/ Gestapo), l'allemand Dohse, en compagnie du commissaire René Penot, de la Délégation spéciale des Renseignements généraux . Le SD promet son appui. L'expédition est décidée pour le lendemain matin à l'aube. C'est Marcel Hostein qui les a guidés vers la ferme le matin du 14 juillet. Il n'a pas été fusillé avec les autres, mais il ne pouvait pas échapper à la déportation.

### Le 14 juillet 1944
Un peu après 8 h du matin, Philippe est sorti de la ferme pour chercher de l'eau au puits. Driss et Milliani sont dans la cuisine, affairés avec la préparation d'un cuissot de bœuf apporté par Milliani pour le repas du 14 juillet. Les douze autres dorment dans leurs chambres.
Une cinquantaine de miliciens, sous le commandement du chef Robert Franc (lieutenant-colonel d'aviation et chef régional de la Milice), et une quarantaine d'Allemands (SD, Feldgendarmes et douaniers) sous le commandement du lieutenant Kunech, se sont rendus à Saucats et encerclent la ferme. Le chef Franc somme les maquisards de se rendre. Il n'obtient aucune réponse.
Dès le premier coup de feu, Philippe retourne dans la cuisine pour avertir François Mossé et ses camarades.
- Driss, qui avait une mitraillette, a gagné un trou de défense, creusé à l'extérieur de la ferme et a tiré sur les attaquants jusqu'à l'épuisement de ses munitions, puis il a gagné la forêt.
- Milliani, qui n'avait pas d'arme, a gagné la forêt dès que possible.
- François Mossé a été mortellement blessé dès le début de l'attaque.
- Philippe Béguerie, dans la cuisine de la ferme, tire sur les attaquants ; après avoir épuisé ses munitions, à son tour, a gagné la forêt. Il a attendu ses camarades au point de ralliement, comme convenu. Personne n'est venu et par une suite d'aventures rocambolesques, Philippe a réussi à rejoindre le maquis d'Armagnac et a ensuite participé à la libération de Toulouse.
- Après environ trois heures de combat, les Allemands font intervenir une pièce d'artillerie de 77 mm qui tire de plein fouet six obus sur la ferme qu'ils pulvérisent.
- Les onze résistants restants, confinés à l'intérieur de leurs chambres, tentent de sortir. La plupart sont déjà gravement blessés. Ils sont tous achevés par les miliciens et la Gestapo.
- Jean-Pierre Bouron qui, le jour de l'attaque, revenait de permission à Bordeaux, a été capturé par les miliciens près de la ferme, qui, en même temps arrêtèrent un jeune charbonnier du coin, René Moretto, complètement étranger au maquis. Les deux hommes sont emprisonnés au fort du Hâ à Bordeaux pour interrogatoire par la Milice et la Gestapo. Jean-Pierre Bouron ne parla jamais sous la torture ; René Moretto non plus, car il ne savait rien. Les deux hommes sont fusillés le 1er aout 1944 au camp de Souge[B 27]. Leurs noms figurent sur la liste des 273 fusillés du camp.

Le nom de Jean-Pierre Bouron a été ajouté à la liste des résistants tués à la ferme.

### Après le 14 juillet 1944
Avant de quitter les lieux, les chefs de la Milice et de la Gestapo avaient donné ordre à la mairie de Saucats d'envoyer des hommes pour enfouir les cadavres. Mais le commandant allemand à Bordeaux donna des contre-ordres : « Personne ne devait se rendre à Richemont ; tout Français trouvé sur les lieux serait considéré comme complice ; le maire et son adjoint devaient être immédiatement arrêtés ». Ces deux personnes furent arrêtées, mais relâchées rapidement par l'intervention d'un médecin autrichien.
Les gendarmes entreprirent d'établir les signalements pour permettre l'identification ultérieure, rendue difficile par l'absence de presque tous les objets personnels, ceux-ci ayant été brûlés par les victimes ou emportés avec les objets de valeur par les miliciens.
Le maire, les habitants de Saucats, ainsi que les gendarmes, bravant l'interdiction, se chargèrent de donner des sépultures dignes d'eux, aux résistants assassinés.
|  |

Le curé de Saucats, Louis Pouydebat, bénit les corps dans la nuit du 14 juillet. Deux grandes tombes furent creusées près de la ferme et, le 15 juillet vers 16 heures, les cercueils furent descendus en terre et les tombes fleuries abondamment. Au moment de l'inhumation, les gendarmes rendirent les honneurs militaires.

Pour plus de photographies de ces évènements voir : 
Le lundi 17 juillet, 'Gateux' est revenu à la ferme avec ses provisions. Il ne se doutait de rien ; puis il découvrit la maison démolie et douze tombes alignées.
Le 22 juillet, l'adjudant de gendarmerie Martin de la Brigade de Bordeaux est venu apporter au censeur du lycée Michel-Montaigne quelques documents : des enveloppes, des papiers teintés de sang et des numéros d'économat prélevés sur des vêtements des victimes.

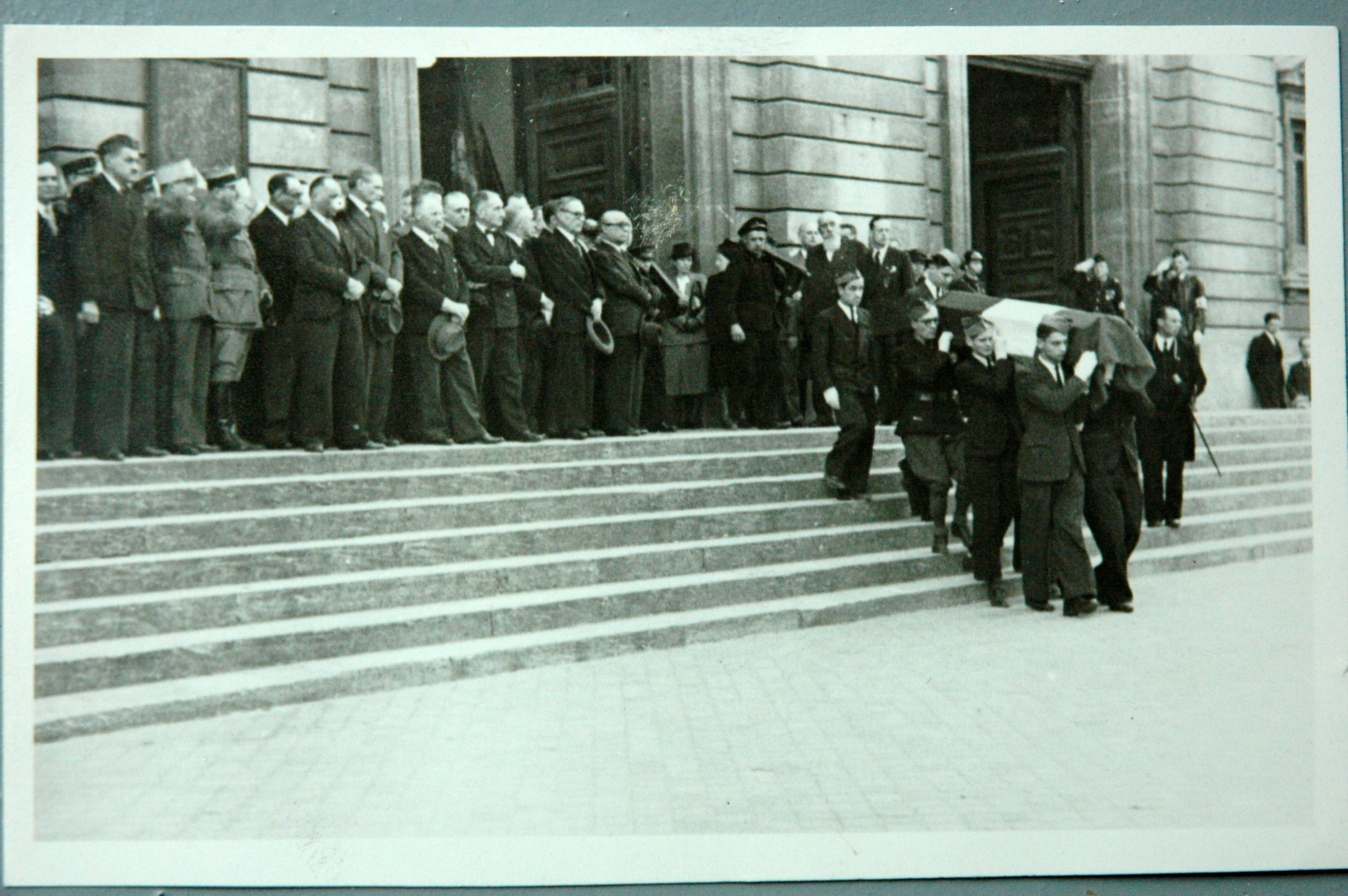
Faculté des Lettres

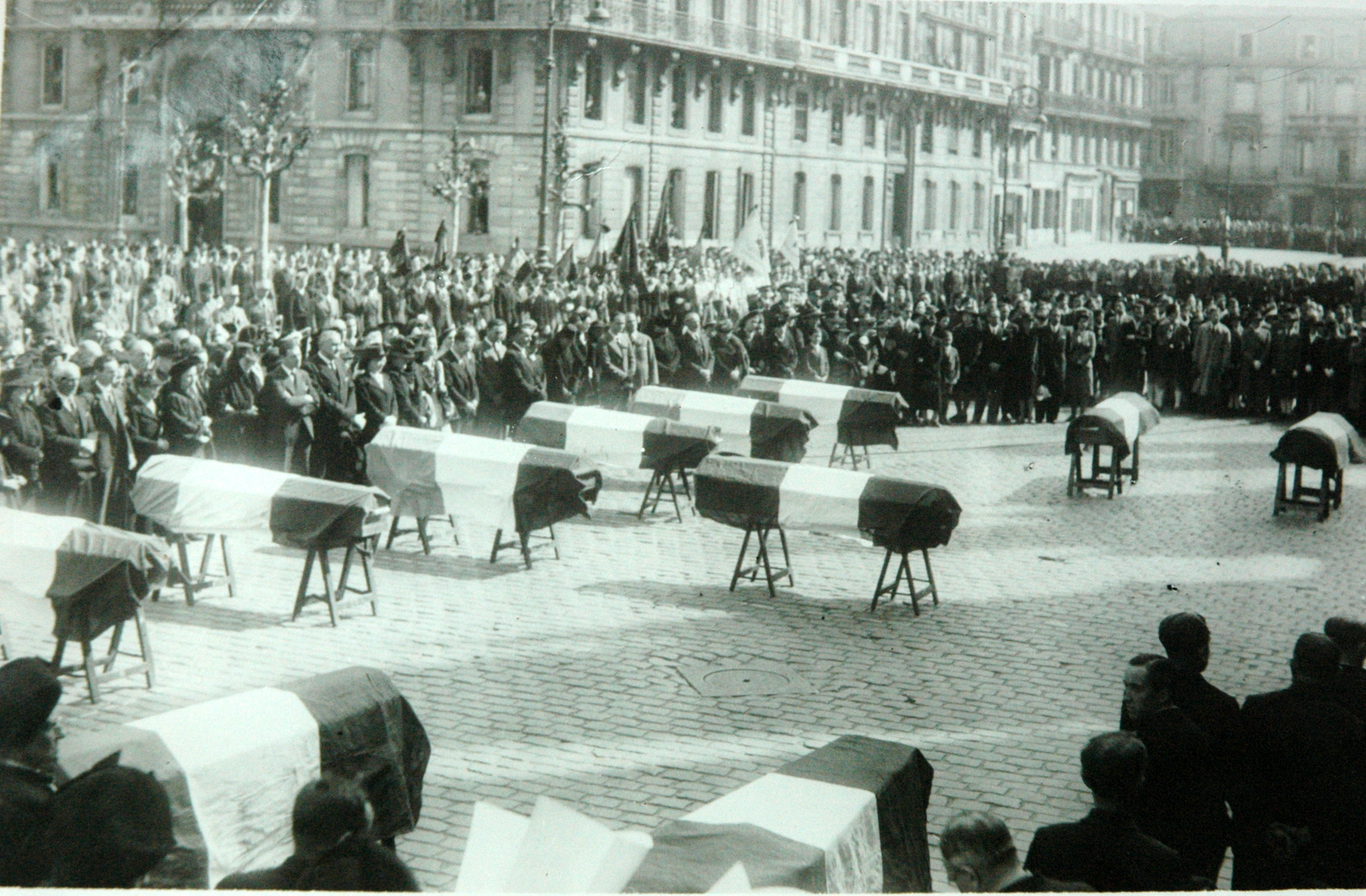
Parvis cathédrale Saint-André

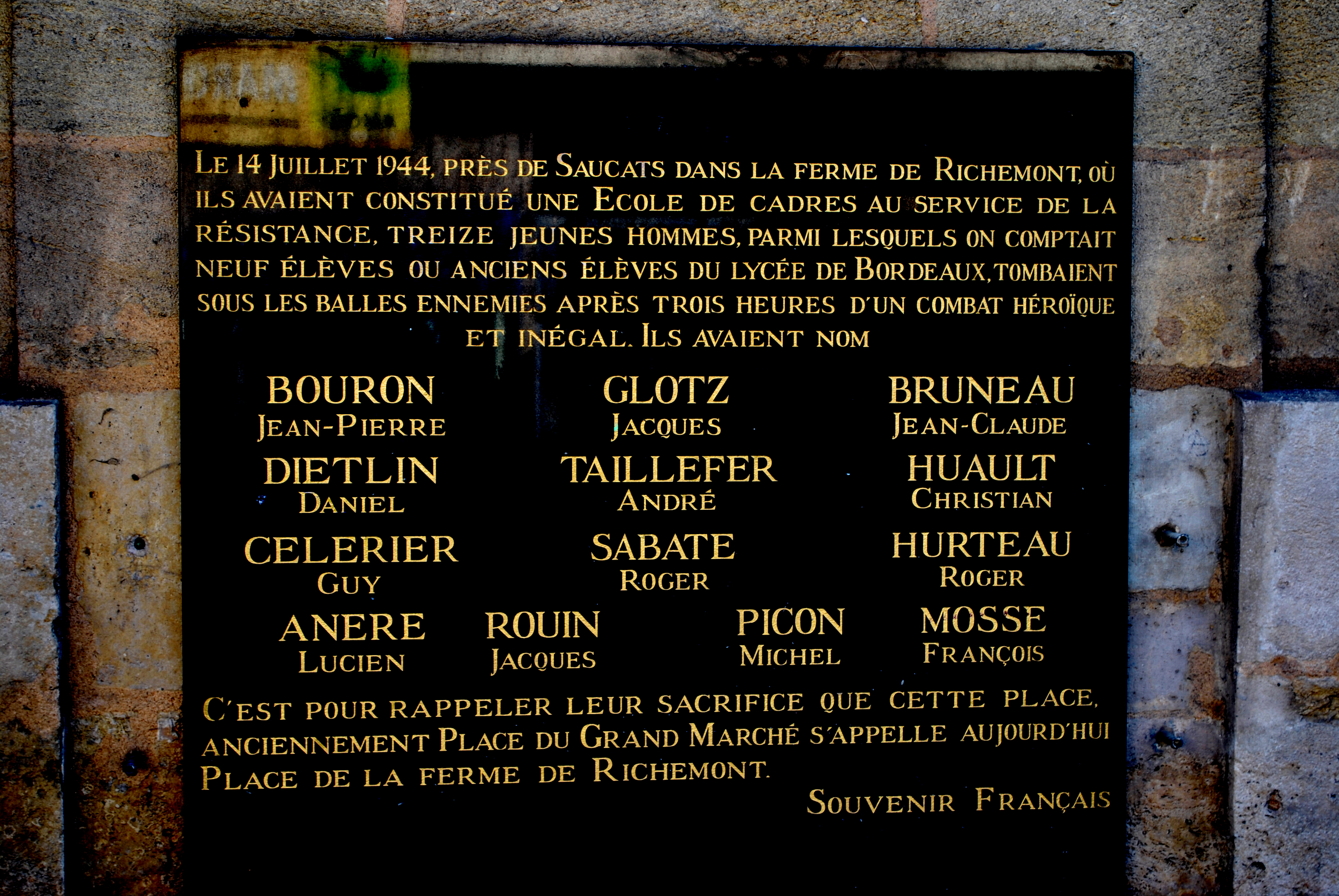
Mémorial au Lycée Michel-Montaigne, dans le centre de Bordeaux

Mémorial à la Faculté des Lettres et à la cathédrale Saint-André
Toute la nuit du 20 au 21 avril 1945, les cercueils ceints des trois couleurs ont été exposés, avec les fleurs, les drapeaux et les fanions des anciens combattants, dans le grand hall de la Faculté des Lettres, gardés par des élèves des classes préparatoires. Le matin du 21 avril, les cercueils ont été portés, du hall de la Faculté aux fourgons militaires, sur les épaules de leurs camarades, puis conduits à la primatiale de Saint-André. Après l'absoute, sur le parvis Nord de la cathédrale, devant les cercueils rangés en demi-cercle, le Recteur de l'Académie de Bordeaux, Monsieur Marchand, a rappelé leur sacrifice. La foule les a ensuite accompagnés jusqu'au dépositoire du cimetière de la Chartreuse.

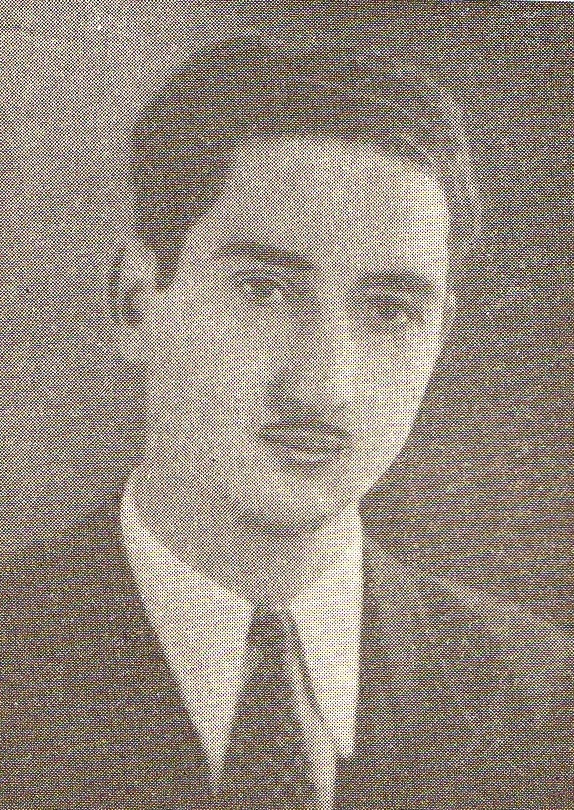
Lucien Anère
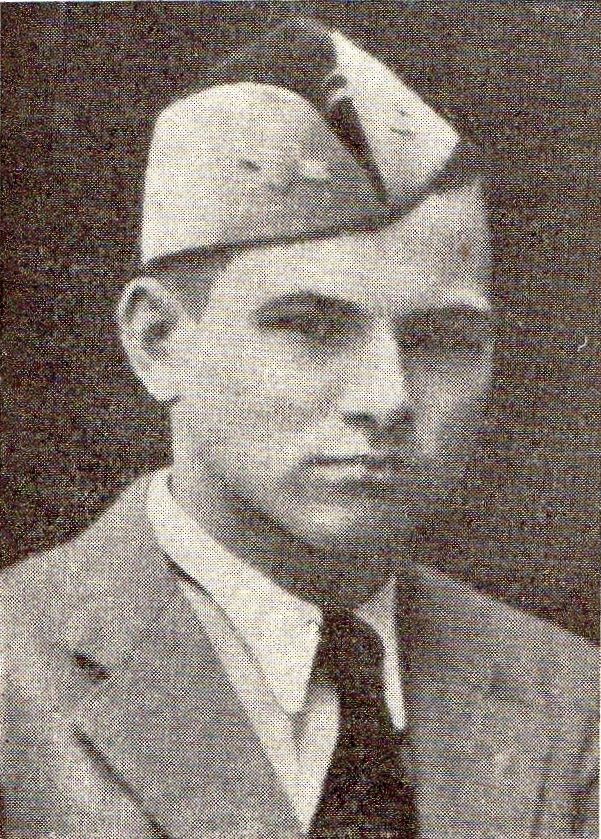
Jean-Pierre Bouron
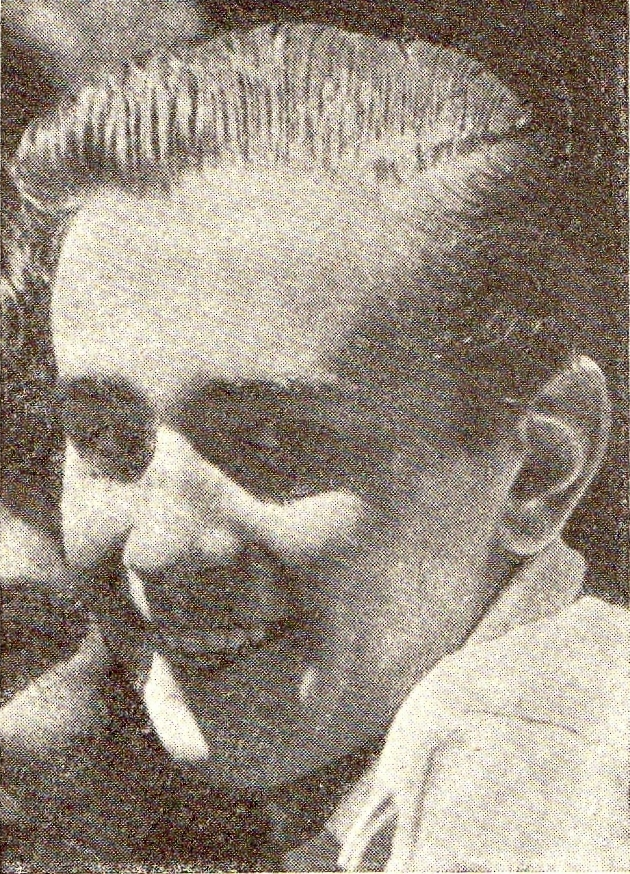
Jean-Claude Bruneau
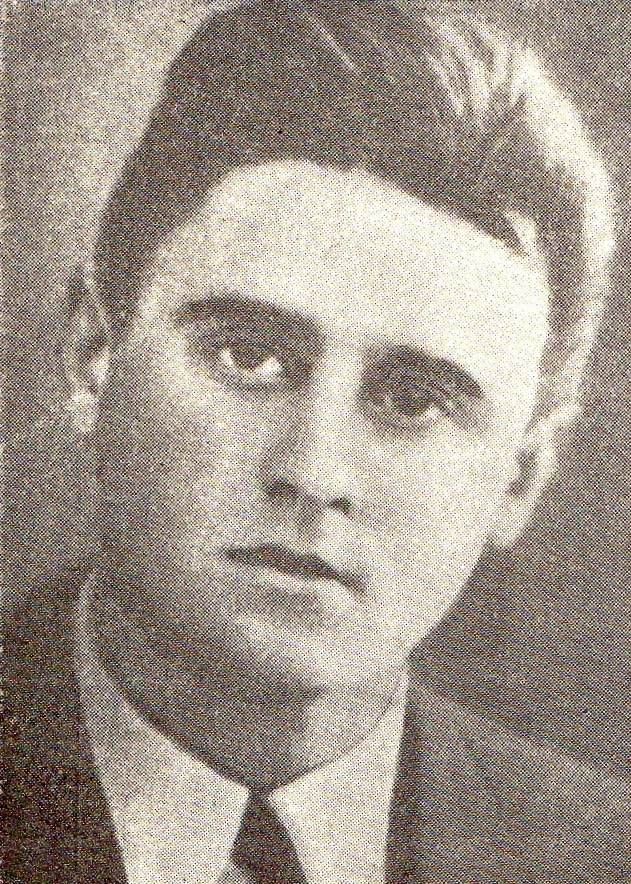
Guy Célérier

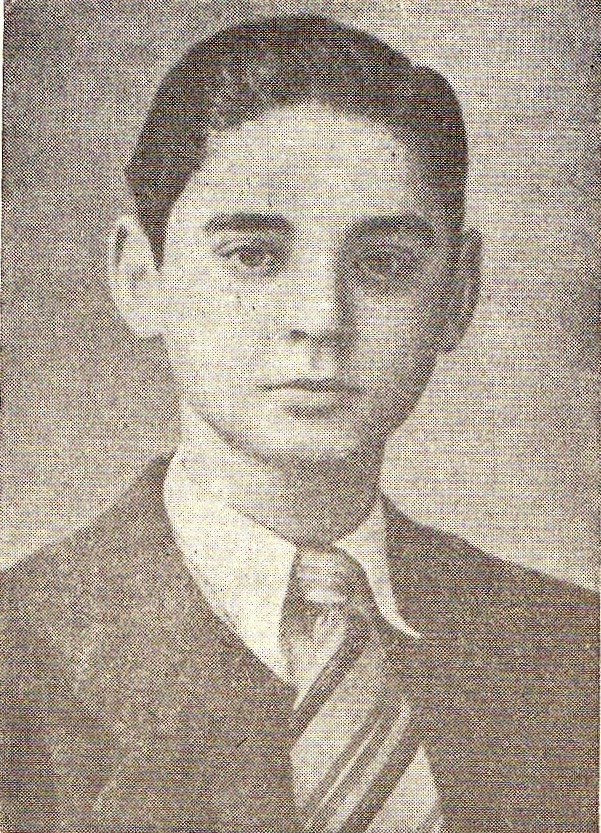
Daniel Diétlin
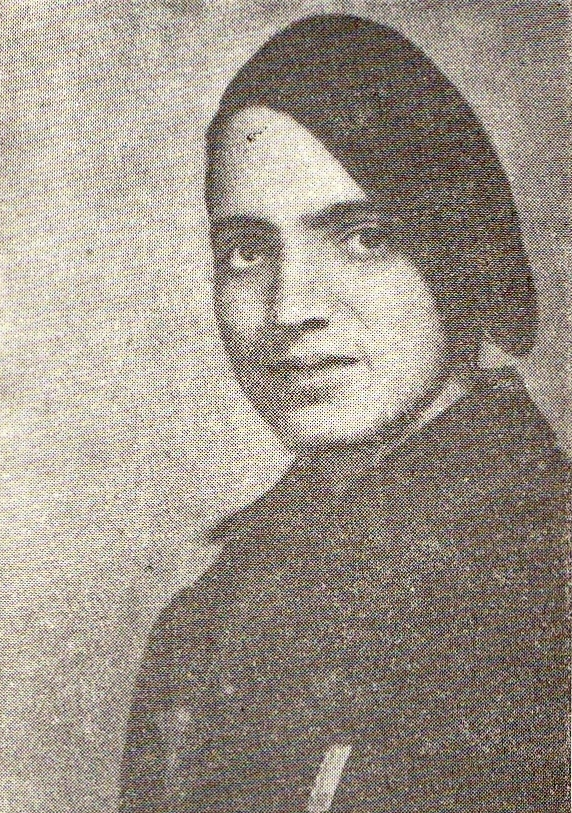
Jacques Glotz
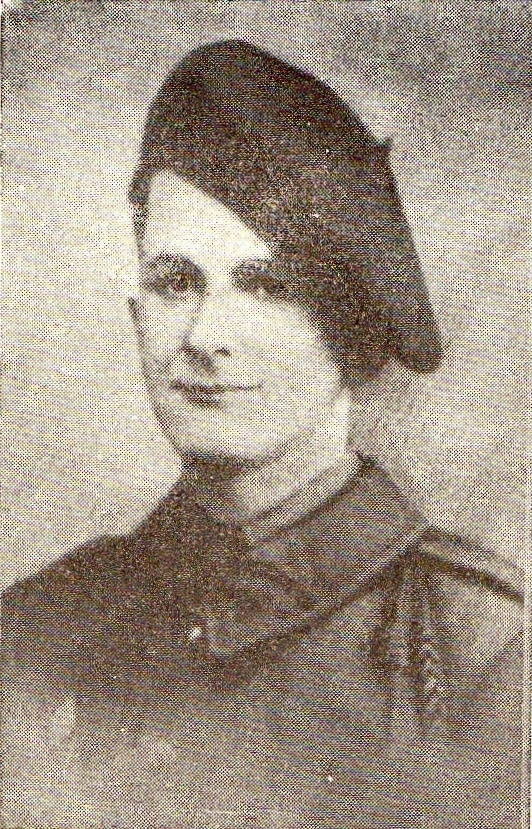
Christian Huault
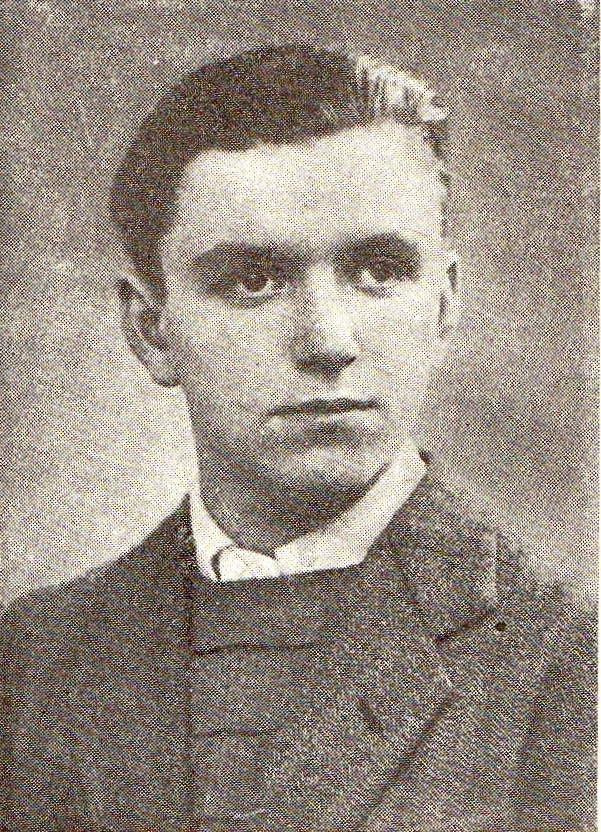
Roger Hurteau

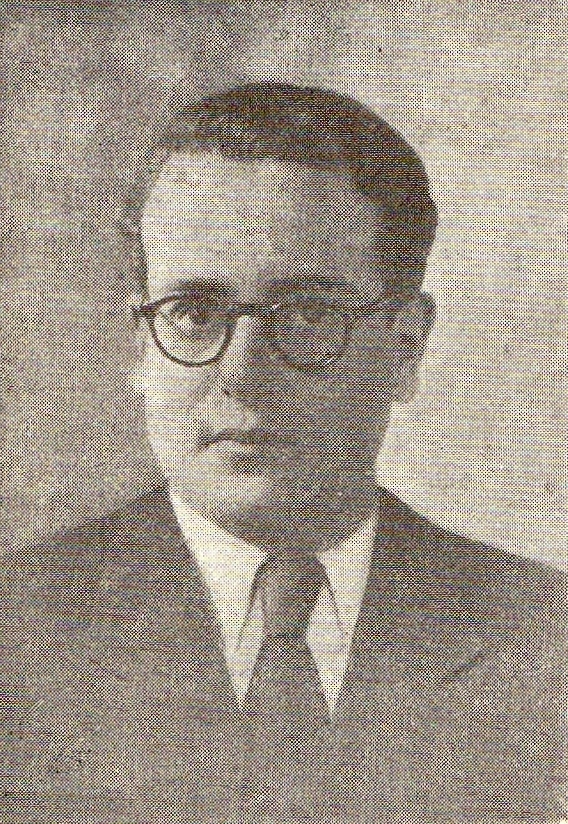
François Mossé
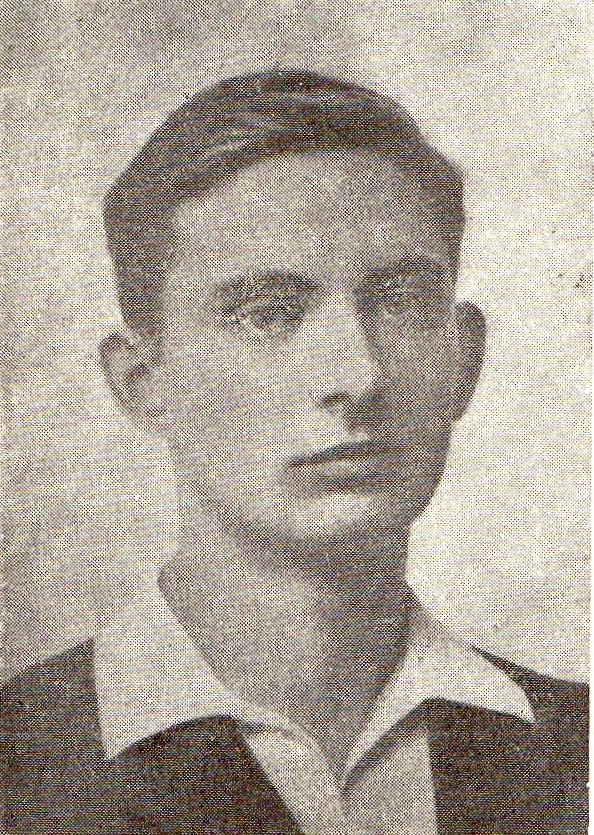
Michel Picon
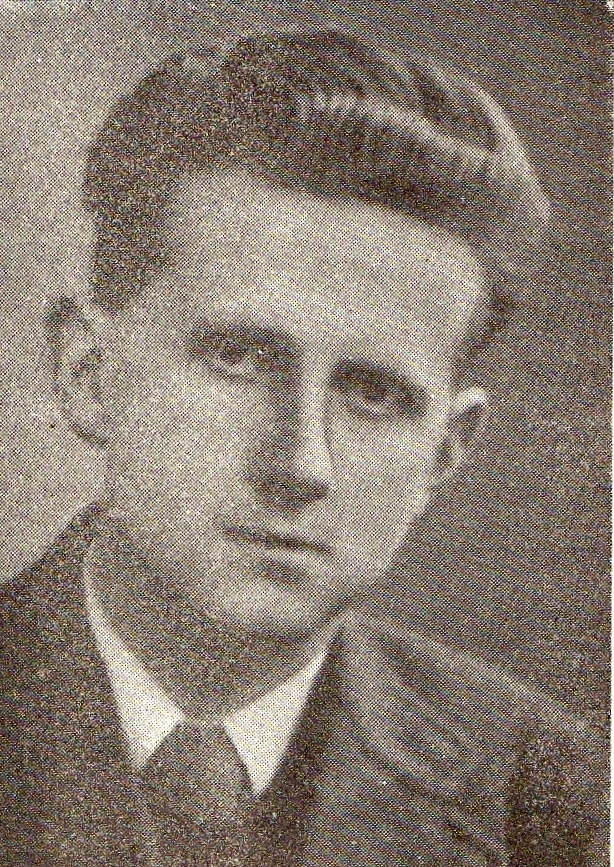
Jacques Rouin
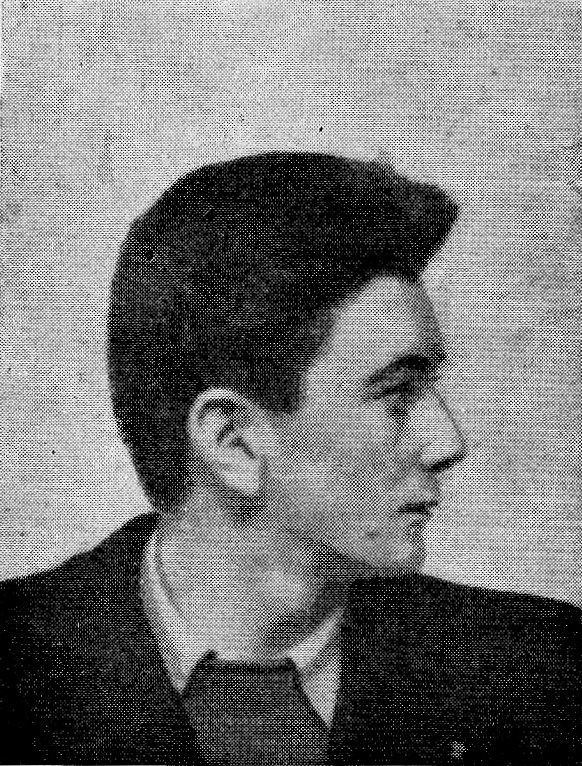
Roger Sabatié
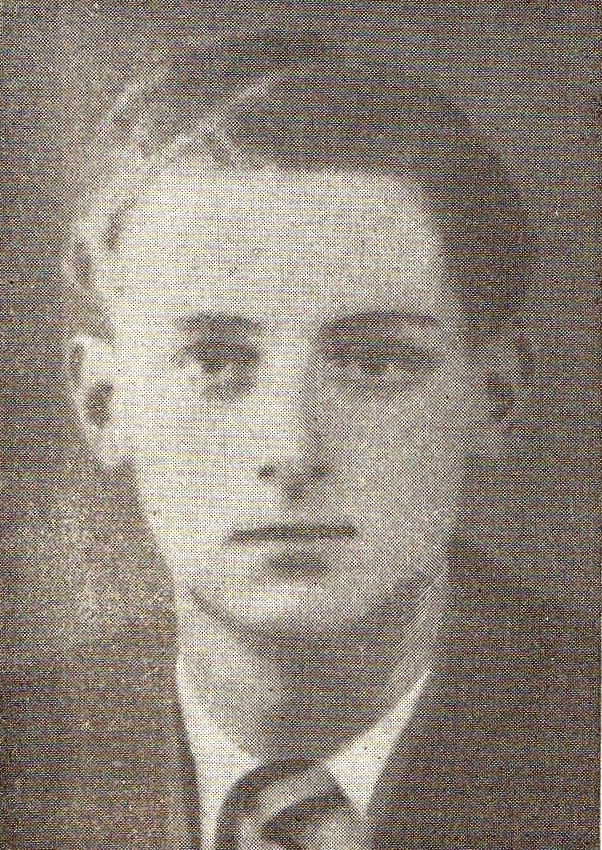
André Taillefer

Ils avaient choisi la devise d'Henri de Bournazel : 
« Mon âme est à Dieu, mon corps à la France, mon honneur est à moi. »
La transcription de cette devise, écrite sur la page de garde d'un livre de médecine qui appartenait à Jacques Rouin, fut retrouvée sous les décombres de la ferme.
À Léognan, la rue où se situe le Collège François Mauriac porte le nom « rue de la Ferme de Richemont ». Nous pouvons[Qui ?] supposer que la municipalité de l'époque a décidé ce nom pour rendre hommage à ce massacre qui a eu lieu à une dizaine de kilomètres.